# UEFA-Pokal 1983/84
Der UEFA-Pokal 1983/84 war die 13. Ausgabe des von der UEFA veranstalteten Wettbewerbs. In den Finalspielen setzte sich der englische Vertreter Tottenham Hotspur nach zwei Finalspielen gegen den belgischen Vertreter RSC Anderlecht durch und gewann zum zweiten Mal den Pokal.

## Modus
Der Wettbewerb wurde in sechs Runden in Hin- und Rückspielen ausgetragen. Bei Torgleichheit entschied zunächst die Anzahl der auswärts erzielten Tore, danach eine Verlängerung und schließlich das Elfmeterschießen.

## 1. Runde
|                       | Gesamt          |                              | Hinspiel | Rückspiel |
| --------------------- | --------------- | ---------------------------- | -------- | --------- |
| Rabat Ajax FC         | 00:16           | Inter Bratislava             | 00:10    | 0:6       |
| ÍBV Vestmannaeyja     | 0:3             | FC Carl Zeiss Jena           | 0:0      | 0:3       |
| FK Radnički Niš       | 5:1             | FC St. Gallen                | 3:0      | 2:1       |
| FC Zürich             | 3:8             | Royal Antwerpen              | 1:4      | 2:4       |
| Sparta Rotterdam      | 5:1             | Coleraine FC                 | 4:0      | 1:1       |
| Baník Ostrava         | 6:1             | Boldklubben 1903             | 5:0      | 1:1       |
| FC Aris Bonneweg      | 00:15           | Austria Wien                 | 0:5      | 00:10     |
| FC Sevilla            | 3:4             | Sporting Lissabon            | 1:1      | 2:3       |
| PSV Eindhoven         | 6:2             | Ferencváros Budapest         | 4:2      | 2:0       |
| 1. FC Kaiserslautern  | 3:4             | FC Watford                   | 3:1      | 0:3       |
| Hellas Verona         | 4:2             | Roter Stern Belgrad          | 1:0      | 3:2       |
| Atlético Madrid       | 2:4             | FC Groningen                 | 2:1      | 0:3       |
| AE Larisa             | 2:3             | Honvéd Budapest              | 2:0      | 0:3 n. V. |
| Widzew Łódź           | (a)2:2(a)       | IF Elfsborg                  | 0:0      | 2:2       |
| Vitória Guimarães     | 1:5             | Aston Villa                  | 1:0      | 0:5       |
| Sparta Prag           | 4:3             | Real Madrid                  | 3:2      | 1:1       |
| Spartak Moskau        | 7:0             | HJK Helsinki                 | 2:0      | 5:0       |
| KAA Gent              | 2:3             | RC Lens                      | 1:1      | 1:2 n. V. |
| Bryne IL              | 1:4             | RSC Anderlecht               | 0:3      | 1:1       |
| Nottingham Forest     | 3:0             | FC Vorwärts Frankfurt (Oder) | 2:0      | 1:0       |
| Celtic Glasgow        | 5:1             | Aarhus GF                    | 1:0      | 4:1       |
| Dynamo Kiew           | 0:1             | Stade Laval                  | 0:0      | 0:1       |
| Werder Bremen         | 3:2             | Malmö FF                     | 1:1      | 2:1       |
| Drogheda United       | 00:14           | Tottenham Hotspur            | 0:6      | 0:8       |
| FC St. Mirren         | 0:3             | Feyenoord Rotterdam          | 0:1      | 0:2       |
| Girondins Bordeaux    | 2:7             | 1. FC Lokomotive Leipzig     | 2:3      | 0:4       |
| Anorthosis Famagusta  | 00:11           | FC Bayern München            | 0:1      | 00:10     |
| Sportul Studențesc    | 1:2             | Sturm Graz                   | 1:2      | 0:0       |
| Lokomotive Plowdiw    | 2:5             | PAOK Thessaloniki            | 1:2      | 1:3       |
| VfB Stuttgart         | 1:2             | DFS Lewski-Spartak Sofia     | 1:1      | 0:1       |
| Universitatea Craiova | 1:1 (1:3 i. E.) | Hajduk Split                 | 1:0      | 0:1 n. V. |
| Trabzonspor           | 1:2             | Inter Mailand                | 1:0      | 0:2       |

## 2. Runde
|                          | Gesamt          |                          | Hinspiel | Rückspiel |
| ------------------------ | --------------- | ------------------------ | -------- | --------- |
| RC Lens                  | 5:4             | Royal Antwerpen          | 2:2      | 3:2       |
| Spartak Moskau           | 4:3             | Aston Villa              | 2:2      | 2:1       |
| Sparta Rotterdam         | 4:3             | FC Carl Zeiss Jena       | 3:2      | 1:1       |
| Widzew Łódź              | 1:3             | Sparta Prag              | 1:0      | 0:3       |
| PSV Eindhoven            | 1:3             | Nottingham Forest        | 1:2      | 0:1       |
| RSC Anderlecht           | 4:2             | Baník Ostrava            | 2:0      | 2:2       |
| Sporting Lissabon        | 2:5             | Celtic Glasgow           | 2:0      | 0:5       |
| Austria Wien             | 5:3             | Stade Laval              | 2:0      | 3:3       |
| Hellas Verona            | (a)2:2(a)       | Sturm Graz               | 2:2      | 0:0       |
| Honvéd Budapest          | 3:5             | Hajduk Split             | 3:2      | 0:3       |
| Tottenham Hotspur        | 6:2             | Feyenoord Rotterdam      | 4:2      | 2:0       |
| 1. FC Lokomotive Leipzig | 2:1             | Werder Bremen            | 1:0      | 1:1       |
| FC Watford               | 4:2             | DFS Lewski-Spartak Sofia | 1:1      | 3:1 n. V. |
| FK Radnički Niš          | 6:3             | Inter Bratislava         | 4:0      | 2:3       |
| PAOK Thessaloniki        | 0:0 (8:9 i. E.) | FC Bayern München        | 0:0      | 0:0 n. V. |
| FC Groningen             | 3:5             | Inter Mailand            | 2:0      | 1:5       |

## 3. Runde
|                   | Gesamt |                          | Hinspiel | Rückspiel |
| ----------------- | ------ | ------------------------ | -------- | --------- |
| Sparta Rotterdam  | 1:3    | Spartak Moskau           | 1:1      | 0:2       |
| FK Radnički Niš   | 0:4    | Hajduk Split             | 0:2      | 0:2       |
| RC Lens           | 1:2    | RSC Anderlecht           | 1:1      | 0:1       |
| FC Watford        | 2:7    | Sparta Prag              | 2:3      | 0:4       |
| FC Bayern München | 1:2    | Tottenham Hotspur        | 1:0      | 0:2       |
| Nottingham Forest | 2:1    | Celtic Glasgow           | 0:0      | 2:1       |
| Austria Wien      | 3:2    | Inter Mailand            | 2:1      | 1:1       |
| Sturm Graz        | 2:1    | 1. FC Lokomotive Leipzig | 2:0      | 0:1       |

## Viertelfinale
|                   | Gesamt |                | Hinspiel | Rückspiel |
| ----------------- | ------ | -------------- | -------- | --------- |
| Tottenham Hotspur | 4:2    | Austria Wien   | 2:0      | 2:2       |
| Sparta Prag       | 1:2    | Hajduk Split   | 1:0      | 0:2 n. V. |
| RSC Anderlecht    | 4:3    | Spartak Moskau | 4:2      | 0:1       |
| Nottingham Forest | 2:1    | Sturm Graz     | 1:0      | 1:1 n. V. |

## Halbfinale
|                   | Gesamt    |                   | Hinspiel | Rückspiel |
| ----------------- | --------- | ----------------- | -------- | --------- |
| Hajduk Split      | (a)2:2(a) | Tottenham Hotspur | 2:1      | 0:1       |
| Nottingham Forest | 2:3       | RSC Anderlecht    | 2:0      | 0:3       |

Im Jahr 1997 räumte die Vereinsspitze vom RSC Anderlecht ein, dass der spanische Schiedsrichter Emilio Carlos Guruceta Muro, der bereits 1987 in einem BMW den Tod fand, vor dem Rückspiel mit 27.000 £ bestochen wurde. In diesem Spiel wurde ein Tor für Nottingham nicht gegeben und Anderlecht bekam einen umstrittenen Elfmeter zugesprochen.

## Finale

### Hinspiel
| RSC Anderlecht                                            | RSC Anderlecht | Tottenham Hotspur | Tottenham Hotspur | Aufstellung                                        |
| --------------------------------------------------------- | --- | --- | ----------------- | -------------------------------------------------- |
| RSC Anderlecht                                            | \| 9. Mai 1984 in Anderlecht (Constant-Vanden-Stock-Stadion) \| \| Ergebnis: 1:1 (0:0) \| \| Zuschauer: 40.000 \| \| Schiedsrichter: Bruno Galler ( Schweiz) \|                                                                                                   | \| 9. Mai 1984 in Anderlecht (Constant-Vanden-Stock-Stadion) \| \| Ergebnis: 1:1 (0:0) \| \| Zuschauer: 40.000 \| \| Schiedsrichter: Bruno Galler ( Schweiz) \|                                                 | Tottenham Hotspur | Aufstellung RSC Anderlecht gegen Tottenham Hotspur |
| RSC Anderlecht                                            | Jacky Munaron – Georges Grün, Morten Olsen , Walter De Greef, Michel De Groote – Wim Hofkens, Enzo Scifo, René Vandereycken, Erwin Vandenbergh (82. Frank Arnesen) – Alexandre Czerniatynski (64. Franky Vercauteren), Kenneth Brylle Cheftrainer: Paul Van Himst | Tony Parks – Danny Thomas, Paul Miller, Chris Hughton, Graham Roberts – Steve Perryman , Gary Stevens (80. Gary Mabbutt), Micky Hazard, Tony Galvin – Steve Archibald, Mark Falco Cheftrainer: Keith Burkinshaw | Tottenham Hotspur | Aufstellung RSC Anderlecht gegen Tottenham Hotspur |
| RSC Anderlecht                                            | 1:1 Morten Olsen (85.) | 0:1 Paul Miller (58.) | Tottenham Hotspur | Aufstellung RSC Anderlecht gegen Tottenham Hotspur |
| RSC Anderlecht                                            | Steve Perryman, Tony Galvin | | Tottenham Hotspur | Aufstellung RSC Anderlecht gegen Tottenham Hotspur |
| 9. Mai 1984 in Anderlecht (Constant-Vanden-Stock-Stadion) | | |                   |                                                    |
| Ergebnis: 1:1 (0:0)                                       | | |                   |                                                    |
| Zuschauer: 40.000                                         | | |                   |                                                    |
| Schiedsrichter: Bruno Galler ( Schweiz)                   | | |                   |                                                    |

### Rückspiel
| Tottenham Hotspur                             | Tottenham Hotspur | RSC Anderlecht | RSC Anderlecht | Aufstellung                                        |
| --------------------------------------------- | --- | --- | -------------- | -------------------------------------------------- |
| Tottenham Hotspur                             | \| 23. Mai 1984 in London (White Hart Lane) \| \| Ergebnis: 1:1 n. V. (1:1, 0:0), 4:3 i. E. \| \| Zuschauer: 46.258 \| \| Schiedsrichter: Volker Roth ( BR Deutschland) \|                                                      | \| 23. Mai 1984 in London (White Hart Lane) \| \| Ergebnis: 1:1 n. V. (1:1, 0:0), 4:3 i. E. \| \| Zuschauer: 46.258 \| \| Schiedsrichter: Volker Roth ( BR Deutschland) \|                                                                                        | RSC Anderlecht | Aufstellung Tottenham Hotspur gegen RSC Anderlecht |
| Tottenham Hotspur                             | Tony Parks – Danny Thomas, Paul Miller (77. Osvaldo Ardiles), Graham Roberts, Chris Hughton – Gary Stevens, Micky Hazard, Gary Mabbutt (73. Ally Dick), Tony Galvin – Mark Falco, Steve Archibald Cheftrainer: Keith Burkinshaw | Jacky Munaron – Georges Grün, Morten Olsen , Walter De Greef, Michel De Groote – Enzo Scifo, Wim Hofkens, René Vandereycken, Franky Vercauteren – Alexandre Czerniatynski (103. Kenneth Brylle), Frank Arnesen (77. Arnór Guðjohnsen) Cheftrainer: Paul Van Himst | RSC Anderlecht | Aufstellung Tottenham Hotspur gegen RSC Anderlecht |
| Tottenham Hotspur                             | 1:1 Graham Roberts (84.) | 0:1 Alexandre Czerniatynski (61.) | RSC Anderlecht | Aufstellung Tottenham Hotspur gegen RSC Anderlecht |
| Tottenham Hotspur                             | Elfmeterschießen | | RSC Anderlecht | Aufstellung Tottenham Hotspur gegen RSC Anderlecht |
| Tottenham Hotspur                             | 1:0 Graham Roberts 2:0 Mark Falco 3:1 Gary Stevens 4:2 Steve Archibald Danny Thomas | Morten Olsen 2:1 Georges Grun 3:2 Enzo Scifo 4:3 Franky Vercauteren Arnór Guðjohnsen | RSC Anderlecht | Aufstellung Tottenham Hotspur gegen RSC Anderlecht |
| Tottenham Hotspur                             | Gary Stevens, Mark Falco, Paul Miller | Frank Arnesen | RSC Anderlecht | Aufstellung Tottenham Hotspur gegen RSC Anderlecht |
| 23. Mai 1984 in London (White Hart Lane)      | | |                |                                                    |
| Ergebnis: 1:1 n. V. (1:1, 0:0), 4:3 i. E.     | | |                |                                                    |
| Zuschauer: 46.258                             | | |                |                                                    |
| Schiedsrichter: Volker Roth ( BR Deutschland) | | |                |                                                    |

## Beste Torschützen
| Rang | Spieler          | Klub                     | Tore |
| ---- | ---------------- | ------------------------ | ---- |
| 1    | Tibor Nyilasi    | Austria Wien             | 8    |
| 2    | Kenneth Brylle   | RSC Anderlecht           | 6    |
|      | Steve Archibald  | Tottenham Hotspur        | 6    |
| 4    | Marián Tomčák    | Inter Bratislava         | 5    |
|      | Karol Brezík     | Inter Bratislava         | 5    |
|      | Juri Gawrilow    | Spartak Moskau           | 5    |
|      | Herbert Prohaska | Austria Wien             | 5    |
|      | Hans Richter     | 1. FC Lokomotive Leipzig | 5    |
|      | Mark Falco       | Tottenham Hotspur        | 5    |

## Eingesetzte Spieler Tottenham Hotspur
| Tottenham Hotspur | |
| Tottenham Hotspur | - Tor: Ray Clemence (7/-); Tony Parks (5/-) - Abwehr: Graham Roberts (12/3); Chris Hughton (12/2); Gary Stevens (9/-); Danny Thomas (8/-); Paul Miller (6/1); Paul Price (2/-) - Mittelfeld: Steve Perryman (11/-); Tony Galvin (9/4); Gary Mabbutt (9/2); Michael Hazard (6/1); Glenn Hoddle (6/-); Gary Brooke (4/-); Ally Dick (4/-); Osvaldo Ardiles (3/1); Gary O’Reilly (3/-); Ian Crook (2/-) - Sturm: Mark Falco (11/6); Steve Archibald (11/5); Alan Brazil (5/4); Richard Cooke (1/-); Garth Crooks (1/-) - Trainer: Keith Burkinshaw |